# Cletus Chandrasiri Perera
Cletus Chandrasiri Perera (ur. 6 września 1947 w Seeduwa) – lankijski duchowny rzymskokatolicki, w latach 2007–2024 biskup Ratnapury.

## Życiorys
Święcenia kapłańskie przyjął 4 sierpnia 1973 w zakonie benedyktynów. Przez dwadzieścia lat pracował jako duszpasterz zakonnych parafii. W 1993 mianowany wikariuszem generalnym diecezji Kandy, łącząc tę funkcję z kierowaniem najpierw parafią katedralną w Kandy, zaś od 2000 parafią w Katugastocie. W 2002 został przełożonym klasztoru w Kandy.
4 maja 2007 papież Benedykt XVI mianował go biskupem Ratnapury. Sakry biskupiej udzielił mu 11 lipca 2007 bp Joseph Vianney Fernando.
5 marca 2024 papież Franciszek przyjął jego rezygnację z pełnionego urzędu złożoną ze względu na wiek.